# Zespół Hermana
Zespół Hermana (zespół pourazowy z livedo racemosa, ang. Herman syndrome) – rzadki zespół neurologiczny opisany po raz pierwszy przez Eufemiusza Hermana w 1937 roku. Przypadki zespołu opisywane głównie przez Hermana i jego uczniów, ale także przez zagranicznych neurologów. Na obraz kliniczny zespołu składają się zmiany skórne, objawy piramidowo-pozapiramidowe, zaburzenia mowy, napady padaczkowe, postępujące otępienie, czasem nadciśnienie tętnicze. Istnienie zespołu obecnie nie zawsze jest akceptowane przez neurologów, część z nich uważa, że jest to manifestacja zespołu Sneddona.